# Kang Hye-won
Đây là một tên người Triều Tiên, họ là Kang.
Kang Hye-won  (Hangul: 강혜원, Hanja: 姜惠元, Hán-Việt: Khương Huệ Nguyên, sinh ngày 5 tháng 7 năm 1999), là một nữ ca sĩ, diễn viên người Hàn Quốc, cựu thành viên của nhóm nhạc nữ IZ*ONE. Hyewon bước ra từ Produce 48 do công ty Off The Records quản lý.

## Đầu đời
Kang Hye-won sinh ngày 5 tháng 7 năm 1999 tại Yangsan, Gyeongsang-nam, Hàn Quốc. Cô theo học tại Trường Trung học Bokwang ở Yangsan, sau đó chuyển sang học tại Trường Trung học Nghệ thuật Hanlim và tốt nghiệp tại đây năm 2017.

## Sự nghiệp

### 2018: Tham gia Produce 48 và ra mắt với Iz*One
Kang Hye-won tham gia chương trình truyền hình sống còn Produce 48 vào năm 2018. Cô đứng hạng 8 chung cuộc với 248.432 phiếu bình chọn và có một vị trí ra mắt trong nhóm nữ Iz*One. Nhóm nhạc được chính thức ra mắt vào ngày 29 tháng 10 năm 2018 với ca khúc "La Vie en Rose", trích từ mini album ra mắt Color*Iz.

### 2021–2022: Hoạt động solo, ra mắt albumWvà lấn sân sang diễn xuất
Sau khi Iz*One chính thức kết thúc hoạt động vào ngày 29 tháng 4 năm 2021, Kang trở lại làm thực tập sinh tại công ty chủ quản 8D Creative. Vào ngày 21 tháng 7, Kang được thông báo sẽ ra mắt với vai trò diễn viên trong mùa thứ ba của phim chiếu mạng Best Mistake, vào vai nhân vật Jin Se-hee. Ngày 27 tháng 7 cùng năm, cô xuất hiện trong MV "Hobby" của Parc Jae-jung. Vào tháng 8, Kang được xác nhận sẽ tham gia với tư cách thành viên trong chương trình giải trí How A Family is Made của MBC.
Ngày 8 tháng 12, cô đăng video teaser trên kênh YouTube của mình, hé lộ về album đặc biệt mùa đông W sắp ra mắt. Vào ngày 22 tháng 12, cô phát hành album với ca khúc chủ đề là Winter Poem.
Ngày 9 tháng 6 năm 2022, Kang Hye-won hợp tác Stella Jang, phát hành đĩa đơn "Like A Diamond".
Vào ngày 6 tháng 7, Playlist Studio thông báo Kang sẽ tham gia dàn cast trong vai Yoon Bo-mi trong Seasons of Blossom, một bộ phim chiếu mạng chuyển thể từ webtoon cùng tên.

### 2023–nay: Ngày càng nổi tiếng hơn
Tháng 8 năm 2023, Kang Hye-won được xác nhận tham gia Boyhood, một bộ phim của Coupang Play lên sóng vào ngày 24 tháng 11 năm 2023. Boyhood nhanh chóng trở thành hiện tượng tại Hàn Quốc, với lượng người xem tăng dần trong suốt thời gian phát sóng. Bộ phim luôn nằm trong Top 10 phim OTT được xem nhiều nhất cho đến tập cuối. Đặc biệt, lượt xem trong tập cuối tăng tổng cộng 2.914% so với tuần đầu tiên. Nhờ vào sức ảnh hưởng và thành công của Boyhood, các chuyên gia trong ngành giải trí đã gọi Kang là một trong những "Nữ diễn viên triển vọng của năm 2024 đáng mong đợi".

## Hợp đồng quảng cáo
Ngày 12 tháng 11 năm 2021, Kang Hye-won ký hợp đồng quảng cáo đầu tiên với ứng dụng chụp ảnh SODA. Đến ngày 24 tháng 12, thương hiệu thể thao toàn cầu New Balance công bố Kang là người mẫu ảnh cho dòng balo mới với chủ đề "Balo Năm Học Mới Lấy Cảm Hứng Từ MBTI".
Ngày 13 tháng 1 năm 2022, trên kênh YouTube cá nhân, Kang thông báo về việc hợp tác với thương hiệu chăm sóc da Uriid, trong đó cô phụ trách thiết kế quảng bá cho sản phẩm mới, Uriid Neroli Garden Ampoule Stick. Theo Uriid, sau khi video quảng bá có sự tham gia của Kang được đăng trên kênh YouTube của cô, sản phẩm đã bắt đầu bán chạy hơn trên mạng xã hội và các cửa hàng trực tuyến, đặc biệt là trên Hyundai Home Shopping. Vào ngày 30 tháng 3, Kang hợp tác với Onitsuka Tiger Korea để quảng bá bộ sưu tập giày của họ thông qua một bộ ảnh thời trang trên tạp chí Elle Korea. Đến ngày 30 tháng 5, Kang được thương hiệu túi cao cấp của Anh, Radley London, lựa chọn để quảng bá hai mẫu túi trong Bộ sưu tập Xuân/Hè 2022 – Forest Way-Smoking và Duke Place – thông qua một bộ ảnh trên tạp chí atstar1. Ngày 8 tháng 6, thương hiệu thời trang Hàn Quốc General Idea công bố Kang Hye-won trở thành người mẫu cho Bộ sưu tập Mùa hè 2022 với chủ đề "Bloomy Sunday". Cô tiếp tục hợp tác với General Idea trong Bộ sưu tập "22FW Woman Part.2", với loạt ảnh quảng bá được công bố vào ngày 13 tháng 9. Ngày 27 tháng 6, Nexon xác nhận Kang là người mẫu quảng cáo cho trò chơi trực tuyến Mabinogi. Ngày 18 tháng 7, Kang thông báo hợp tác với Lego để quảng bá mô hình ba chiều tái hiện tác phẩm Starry Night của Vincent van Gogh. Đến ngày 6 tháng 10, thương hiệu mỹ phẩm Hàn Quốc ma:nyo tuyên bố Kang Hye-won trở thành đại sứ thương hiệu mới cho dòng son No Mercy Spell Mood Stick và bộ sưu tập chăm sóc da V.collagen Heart Fit.
Vào ngày 9 tháng 1 năm 2023, thương hiệu thời trang Hàn Quốc Roem công bố Kang Hye-won là người mẫu cho chiến dịch quảng bá mùa Xuân/Hè 2023. Kang tiếp tục hợp tác với Roem với vai trò người mẫu  cho bộ sưu tập mùa thu trong nửa đầu năm 2023, đồng thời làm người mẫu cho bộ sưu tập mùa Thu. Việc hợp tác với Kang đã tạo ra khẩu hiệu mới cho Roem, "Romantic Is Everywhere". Theo báo cáo, sau khi chọn Kang làm người mẫu, doanh số của Roem đã tăng 30%. Vào ngày 2 tháng 3 năm 2023, Nexon thông báo Kang sẽ xuất hiện như một nhân vật đặc biệt trong trò chơi Biệt đội thần tốc.
Vào ngày 8 tháng 2 năm 2024, thương hiệu thời trang thể thao Hàn Quốc MLB công bố Kang Hye-won là người mẫu ảnh cho bộ sưu tập Varsity mùa xuân của họ trên Vogue Korea. Ngày 12 tháng 4 năm 2024, Vaseline Korea thông báo trên Instagram rằng Kang trở thành người mẫu cho sản phẩm Lip Therapy của họ. Đến ngày 30 tháng 4, Unilever Korea chính thức tuyên bố Kang là đại sứ thương hiệu thứ 24 của Vaseline Korea trong chiến dịch quảng bá Lip Therapy. Ngày 22 tháng 5 năm 2024, Kang được công bố là người mẫu ảnh cho bộ sưu tập nước hoa mùa hè của Narciso Rodriguez Korea.

## Danh sách đĩa nhạc

### Mini album
| Tên | Chi tiết | Thứ hạng cao nhất | Doanh số bán ra |
| Tên | Chi tiết | KOR               | Doanh số bán ra |
| --- | --- | ----------------- | --------------- |
| W   | - Ra mắt: tháng 12 năm 2021 - Hãng thu âm: 8D, Stone Music, Genie Music - Dạng: đĩa CD, bản tải xuống kỹ thuật số, phát trực tuyến Danh sách bài hát 1. "W" 2. "Winter Poem" 3. "Snowy Day" (눈이 오는 날) 4. "First Love Letter" 5. "Winter Again" (내년 겨울에도 기억해줘) | 6                 | - KOR: 19,999   |

### Đĩa đơn
| Tên                                                                                        | Năm  | Thứ hạng cao nhất | Album       |
| Tên                                                                                        | Năm  | KOR               | Album       |
| ------------------------------------------------------------------------------------------ | ---- | ----------------- | ----------- |
| "First Love Letter"                                                                        | 2021 | —                 | W           |
| "Winter Poem"                                                                              | 2021 | —                 | W           |
| "Like A Diamond" (ft. Stella Jang)                                                         | 2022 | —                 | Không album |
| "—" cho biết rằng bản thu âm không được xếp hạng hoặc không được phát hành tại khu vực đó. |      |                   |             |

### Các bài hát khác lọt bảng xếp hạng
| Tên                                                                                        | Năm  | Thứ hạng cao nhất | Album |
| Tên                                                                                        | Năm  | KOR               | Album |
| ------------------------------------------------------------------------------------------ | ---- | ----------------- | ----- |
| "Snowy Day" (눈이 오는 날)                                                                 | 2021 | —                 | W     |
| "—" cho biết rằng bản thu âm không được xếp hạng hoặc không được phát hành tại khu vực đó. |      |                   |       |

### Sáng tác được ghi công
Tất cả thông tin ghi công bài hát được trích từ cơ sở dữ liệu của Hiệp hội Bản quyền Âm nhạc Hàn Quốc (Korea Music Copyright Association), trừ khi có ghi chú khác.
| Tên        | Năm  | Nghệ sĩ | Album         | Ghi chú        |
| ---------- | ---- | ------- | ------------- | -------------- |
| "With*One" | 2020 | Iz*One  | Oneiric Diary | người viết lời |

## MV
| Tên                 | Năm  | Đạo diễn   | Tham khảo |
| ------------------- | ---- | ---------- | --------- |
| "First Love Letter" | 2021 | Không biết | [ 41 ]    |
| "Winter Poem"       | 2021 | Không biết | [ 42 ]    |

## Danh sách phim

### Phim truyền hình
| Năm  | Tên                               | Vai diễn | Ghi chú          | Tham khảo |
| ---- | --------------------------------- | -------- | ---------------- | --------- |
| 2024 | The Player 2: Master of Swindlers | Miyoo    | Cameo, Episode 2 | [ 43 ]    |

### Phim chiếu mạng
| Năm  | Tên                                       | Vai diễn      | Tham khảo |
| ---- | ----------------------------------------- | ------------- | --------- |
| 2022 | Best Mistake 3 (일진에게 찍혔을 때 시즌3) | Jin Se-hee    | [ 44 ]    |
| 2022 | Seasons of Blossom (청춘 블라썸)          | Yoon Bo-mi    | [ 45 ]    |
| 2023 | Boyhood                                   | Kang Seon-hwa | [ 46 ]    |
| 2025 | Cạnh Tranh Thân Thiện                     | Joo Ye-ri     | [ 47 ]    |

### Chương trình truyền hình
| Năm  | Tên                                  | Vai trò    | Ghi chú    | Ref.  |
| ---- | ------------------------------------ | ---------- | ---------- | ----- |
| 2018 | Produce 48                           | Thí sinh   | Đứng thứ 8 | [ 2 ] |
| 2021 | We Became A Family (우리 식구됐어요) | Thành viên |            | [ 7 ] |

### Chương trình chiếu mạng
| Năm       | Tên                                 | Vai trò          | Ghi chú | Tham khảo     |
| --------- | ----------------------------------- | ---------------- | ------- | ------------- |
| 2021–2022 | Adola Travel Agency: Cheat-ing Trip | Dẫn chương trình | Mùa 1–2 | [ 48 ] [ 49 ] |

### Xuất hiện trong MV
| Năm  | Tên         | Nghệ sĩ       | Tham khảo |
| ---- | ----------- | ------------- | --------- |
| 2021 | "Hobby"     | Parc Jae-jung | [ 6 ]     |
| 2022 | "Winner"    | Ravi          | [ 50 ]    |
| 2025 | "1,2,3,4,5" | Coogie        | [ 51 ]    |

## Bộ sưu tập
| Năm  | Tên                                                      | Nhà xuất bản                          | Loại hình   | Tham khảo         |
| ---- | -------------------------------------------------------- | ------------------------------------- | ----------- | ----------------- |
| 2021 | Kang Hye Won 1st Edition Photo Book: Beauty Cut          | 8D Entertainment, Danal Entertainment | Album ảnh   | [ 52 ]            |
| 2021 | Collection of Essay (수필집)                             | 8D Entertainment                      | Bộ quà tặng | [ 53 ]            |
| 2022 | Limited Edition Art Book: Like a Diamond by Kang Hye Won |                                       | Artbook     | [ cần dẫn nguồn ] |
| 2022 | Fleur                                                    | 8D Entertainment, Wonderwall          | Photobook   | [ 54 ]            |
| 2023 | Hyems Candy Warm and Fuzy                                | 8D Entertainment                      | Photobook   | [ cần dẫn nguồn ] |

## Giải thưởng và đề cử
| Lễ trao giải                          | Năm  | Hạng mục                           | Tên đề cử / tác phẩm | Kết quả   | Tham khảo |
| ------------------------------------- | ---- | ---------------------------------- | -------------------- | --------- | --------- |
| Giải thưởng Ngôi sao APAN             | 2024 | Nữ diễn viên mới xuất sắc          | Boyhood              | Đề cử     | [ 55 ]    |
| Brand Customer Loyalty Award          | 2024 | Female Actress – Rookie            | Kang Hye-won         | Đoạt giải | [ 56 ]    |
| Giải thưởng phim truyền hình Hàn Quốc | 2024 | Nữ diễn viên mới nổi xuất sắc nhất | Boyhood              | Đoạt giải | [ 57 ]    |